# Das Geheimnis des Ingenieurs Nelson
Das Geheimnis des Ingenieurs Nelson (Originaltitel: Shadow of the Law) ist ein US-amerikanischer Kriminalfilm aus dem Jahr 1930 von Louis J. Gasnier mit William Powell in der Hauptrolle. Das Drehbuch basiert auf dem Roman The Quarry von John A. Moroso und dem gleichnamigen Bühnenstück von Max Marcin.

## Handlung
Eine Frau, die von einem betrunkenen Mann verfolgt wird, bricht in John Nelsons Wohnung ein und bittet ihn um Hilfe. Nelson, ein junger Ingenieur, stellt den Mann zur Rede, der versehentlich durch ein Fenster stürzt und stirbt. Da er die Umstände nicht beweisen kann, wird Nelson des Mordes für schuldig befunden und zu lebenslanger Haft verurteilt. Mit Hilfe seines Zellengenossen Pete Shore entkommt er und wird unter dem Namen Jim Montgomery Leiter einer Textilfabrik in North Carolina. 
Pete wird nach seiner Freilassung von Nelson beauftragt, Ethel Barry zu finden, die verfolgte Frau, die ihn entlasten kann, damit er Edith Wentworth, die Tochter des Fabrikbesitzers, heiraten kann. Nelson wird jedoch von Ethel erpresst. Detective Kearney spürt ihn auf, aber als Nelson seine Hände in einer Maschine verstümmelt, um seine Fingerabdrücke zu vernichten, beschließt Kearney, Ethel zu zwingen, ihn zu entlasten.

## Veröffentlichung
Die Premiere des Films fand am 6. Juni 1930 statt. 1931 kam er in Österreich in die Kinos.

## Kritiken
Mordaunt Hall von der The New York Times fand den Film interessant, aber etwas unglaubwürdig.
Der Kritiker des TV Guide schrieb, Powell sei in seiner Darstellung des verurteilten Mannes wie immer souverän. Obwohl die Geschichte an einigen unlogischen Momenten leide, sei sie gut verständlich und halte die Spannung aufrecht. Hurst gelinge es gut, der Handlung eine gewisse Komik hinzuzufügen.